# Opperste Sovjet van de Litouwse Socialistische Sovjetrepubliek
De Opperste Sovjet van de Litouwse Socialistische Sovjetrepubliek (Ests: Lietuvos TSR Aukščiausioji Taryba) was de benaming van de opperste sovjet (wetgevende vergadering met bepaalde uitvoerende bevoegdheden) van genoemde sovjetrepubliek en bestond van 1940 tot 1990. In eerstgenoemd jaar werd de tot dan toe onafhankelijke republiek Litouwen door de Sovjet-Unie geannexeerd en kreeg het de naam Letse SSR met de Opperste Sovjet als vervanging voor de Seimas. In laatstgenoemd jaar werd de Opperste Sovjet vervangen door de Opperste Raad van Litouwen (die louter wetgevende bevoegdheden kende) en in 1992 werd vervangen door de Seimas. Verkiezingen voor de Opperste Sovjet vonden om de vier, sinds 1978 om de vijf jaar plaats en het parlement kwam twee sessies per jaar bijeen De laatste verkiezingen voor de Opperste Sovjet vonden in februari van 1990 plaats. Het waren de eerste - en laatste - verkiezingen op basis van een meerpartijenstelsel.
Tussen de zittingen van de Opperste Sovjet in, nam het Presidium van de Opperste Sovjet het dagelijks bestuur waar. De voorzitter van het Presidium was het hoofd van de Litouwse SSR.

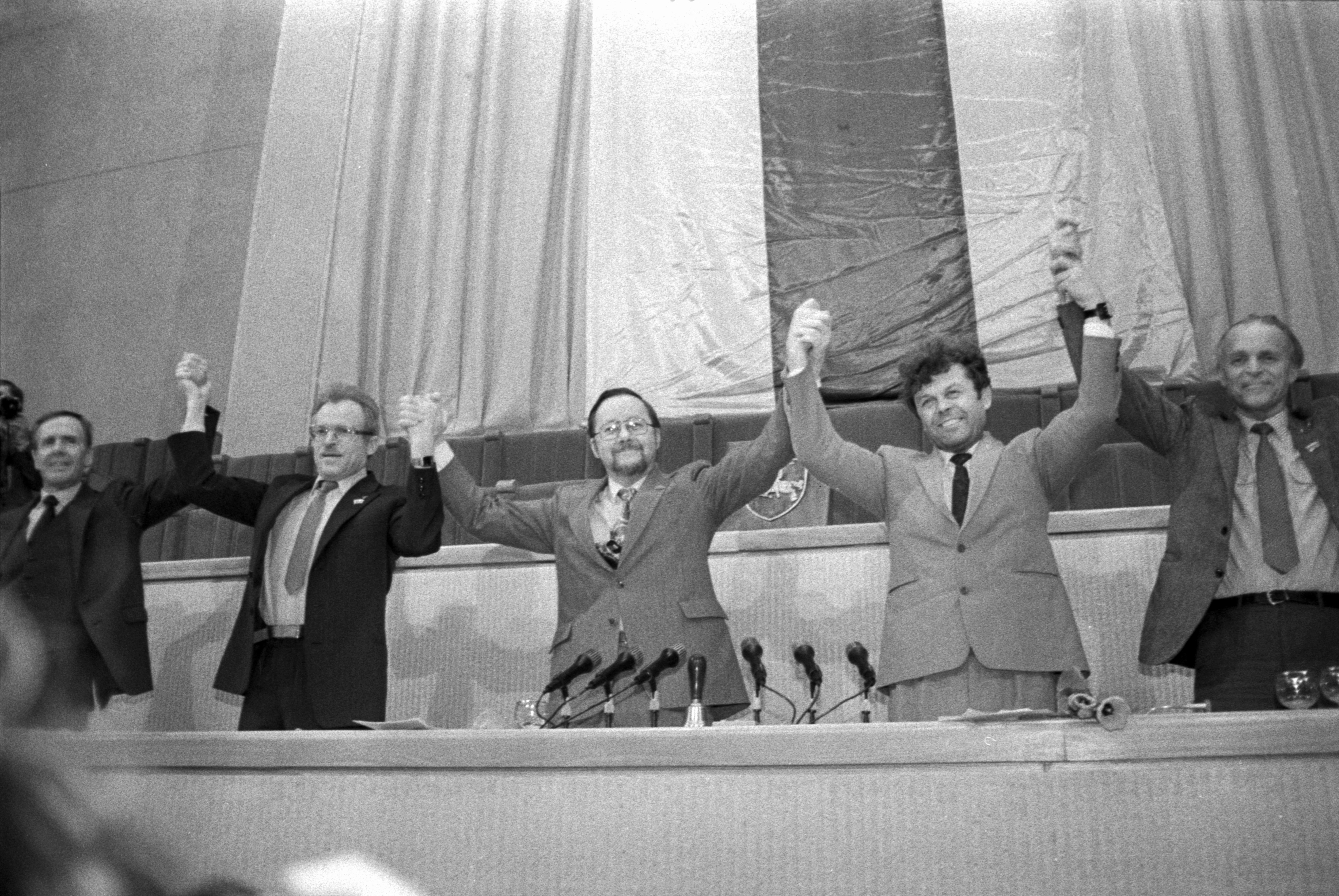
De leiders van de Opperste Sovjet roepen op 11 maart 1990 de onafhankelijkheid van Litouwen uit.

## Voorzitters van het Presidium van de Opperste Sovjet
| Voorzitter                                          | Begin termijn    | Einde termijn    |
| --------------------------------------------------- | ---------------- | ---------------- |
| Voorzitter van het Presidium van de Opperste Sovjet |                  |                  |
| Justas Paleckis                                     | 25 augustus 1940 | 15 april 1967    |
| Motiejus Šumauskas                                  | 15 april 1967    | 24 december 1975 |
| Ringaudas-Bronislavas Songaila                      | 14 december 1985 | 7 december 1987  |
| Vytautas Astrauskas                                 | 7 december 1987  | 15 januari 1990  |
| Algirdas Mykolas Brazauskas                         | 15 januari 1990  | 11 maart 1990    |
| Voorzitter van de Opperste Raad (1990-1992)         |                  |                  |
| Vytautas Landsbergis                                | 11 maart 1990    | 25 november 1992 |
| Bron: WSM                                           |                  |                  |